# Harry Coppell
Harry Coppell (11 de julio de 1996) es un deportista de Reino Unido que compite en atletismo. Ganó una medalla de plata en el Campeonato Europeo de Atletismo por Equipos de 2021, en la prueba de salto con pértiga.